# Comuna Kalenske, Korosten
Kalenske (în ucraineană Каленська сільська рада) este o comună în raionul Korosten, regiunea Jîtomîr, Ucraina, formată din satele Kalenske (reședința) și Korma.

## Demografie
Componența lingvistică a comunei Kalenske
     Ucraineană (98,66%)
     Rusă (1,18%)
     Alte limbi (0,17%)
Conform recensământului din 2001, majoritatea populației comunei Kalenske era vorbitoare de ucraineană (98,66%), existând în minoritate și vorbitori de rusă (1,18%).